# 2 Guns
2 Guns is een Amerikaanse actiekomediefilm uit 2013 onder regie van Baltasar Kormákur. Het verhaal is gebaseerd op dat uit een gelijknamige graphic novel van Steven Grant.

## Verhaal
Robert Trench en Michael Stigman zijn rechercheurs die allebei proberen hetzelfde drugskartel te infiltreren om een onderzoek naar elkaar in te stellen. Tot ze ontdekken dat ze in de val zijn gelokt door de maffia - dezelfde organisatie waarvan de twee mannen dachten dat ze geld stalen.

## Rolverdeling
| Acteur             | Personage              | Opmerkingen |
| ------------------ | ---------------------- | ----------- |
| Denzel Washington  | Robert 'Bobby' Trench  |             |
| Mark Wahlberg      | Michael Stigman        |             |
| Paula Patton       | Deb Rees               |             |
| Bill Paxton        | Earl                   |             |
| Fred Ward          | Admiraal Tuwey         |             |
| James Marsden      | Harold "Harvey" Quince |             |
| Edward James Olmos | Papi Greco             |             |
| Robert John Burke  | Jessup                 |             |
| Doris Morgado      | Daisi                  |             |
| Ambyr Childers     | Ms. Young              |             |